# Elezioni federali in Germania del 2009
Le elezioni federali in Germania del 2009 si tennero il 27 settembre per il rinnovo del Bundestag. In seguito all'esito elettorale, Angela Merkel espressione dell'Unione Cristiano-Democratica, fu riconfermata Cancelliere, nell'ambito di un governo di coalizione con l'Unione Cristiano Sociale di Baviera e il Partito Liberale Democratico (il precedente governo, invece, si fondava su una grande coalizione con il Partito Socialdemocratico).

## Risultati

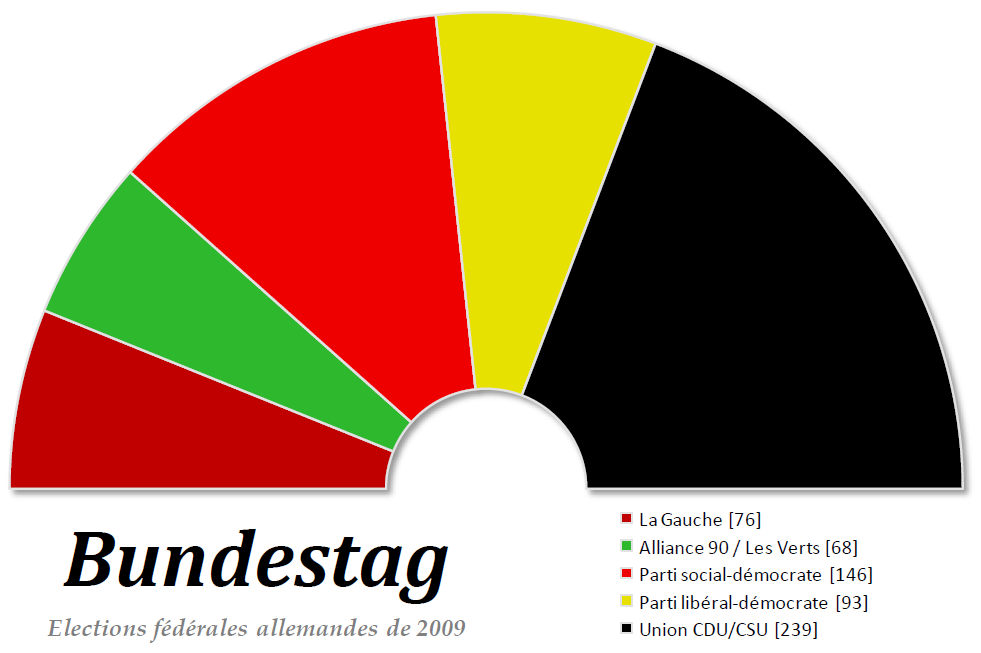
Il Bundestag uscito dalle elezioni del 2009

| Liste                                   | Maggioritario | Maggioritario | Maggioritario | Proporzionale | Proporzionale | Proporzionale | Totale seggi |
| Liste                                   | Voti          | %             | Seggi         | Voti          | %             | Seggi         | Totale seggi |
| --------------------------------------- | ------------- | ------------- | ------------- | ------------- | ------------- | ------------- | ------------ |
| Unione Cristiano Democratica            | 13.856.674    | 32,04         | 173           | 11.828.277    | 27,27         | 21            | 194          |
| Partito Socialdemocratico di Germania   | 12.079.758    | 27,93         | 64            | 9.990.488     | 23,03         | 82            | 146          |
| La Sinistra                             | 4.791.124     | 11,08         | 16            | 5.155.933     | 11,89         | 60            | 76           |
| Partito Liberale Democratico            | 4.076.496     | 9,43          | -             | 6.316.080     | 14,56         | 93            | 93           |
| Alleanza 90/I Verdi                     | 3.977.125     | 9,20          | 1             | 4.643.272     | 10,71         | 67            | 68           |
| Unione Cristiano-Sociale                | 3.191.000     | 7,38          | 45            | 2.830.238     | 6,53          | -             | 45           |
| Partito Pirata                          | 46.770        | 0,11          | -             | 847.870       | 1,95          | -             | -            |
| Partito Nazionaldemocratico di Germania | 768.442       | 1,78          | -             | 635.525       | 1,47          | -             | -            |
| Partito per la Protezione degli Animali | 16.887        | 0,04          | -             | 230.872       | 0,53          | -             | -            |
| I Repubblicani                          | 30.061        | 0,07          | -             | 193.396       | 0,45          | -             | -            |
| Partito Ecologico-Democratico           | 105.653       | 0,24          | -             | 132.249       | 0,30          | -             | -            |
| Partito delle Famiglie di Germania      | 17.848        | 0,04          | -             | 120.718       | 0,28          | -             | -            |
| Partito dei Pensionati e dei Ritirati   | 37.946        | 0,09          | -             | 100.605       | 0,23          | -             | -            |
| Partito dei Ritirati di Germania        | -             | -             | -             | 56.399        | 0,13          | -             | -            |
| Partito Bavarese                        | 32.324        | 0,07          | -             | 48.311        | 0,11          | -             | -            |
| Unione Popolare Tedesca                 | -             | -             | -             | 45.752        | 0,11          | -             | -            |
| Altri <0,10%                            | 219.892       | 0,51          | -             | 195.205       | 0,45          | -             | -            |
| Totale                                  | 43.248.000    |               | 299           | 43.371.190    |               | 323           | 622          |

### Risultati per stato

Vincitori per circoscrizioni elettorali in base ai colori del partito

Dati in percentuale
| Stato                            | CDU/CSU | SPD  | FDP  | Linke | Verdi | Altri |
| -------------------------------- | ------- | ---- | ---- | ----- | ----- | ----- |
| Amburgo                          | 27,9    | 27,4 | 13,2 | 11,2  | 15,6  | 4,7   |
| Assia                            | 32,2    | 25,6 | 16,6 | 8,5   | 12,0  | 5,1   |
| Baden-Württemberg                | 34,5    | 19,3 | 18,8 | 7,2   | 13,9  | 6,3   |
| Bassa Sassonia                   | 33,2    | 29,3 | 13,3 | 8,6   | 10,7  | 4,9   |
| Baviera                          | 42,6    | 16,8 | 14,7 | 6,5   | 10,8  | 8.6   |
| Berlino                          | 22,8    | 20,2 | 11,5 | 20,2  | 17,4  | 7,9   |
| Brandeburgo                      | 23,6    | 25,1 | 9,3  | 28,5  | 6,1   | 7,4   |
| Brema                            | 23,9    | 30,3 | 10,6 | 14,2  | 15,4  | 5,6   |
| Meclemburgo-Pomerania Anteriore  | 33,2    | 16,6 | 9,8  | 29,0  | 5,5   | 5,9   |
| Renania Settentrionale-Vestfalia | 33,1    | 28,5 | 14,9 | 8,4   | 10,1  | 5,0   |
| Renania-Palatinato               | 35,0    | 23,8 | 16,6 | 9,4   | 9,7   | 5,5   |
| Saarland                         | 30,7    | 24,7 | 11,9 | 21,2  | 6,8   | 4,7   |
| Sassonia                         | 35,6    | 14,6 | 13,3 | 24,5  | 6.7   | 5,3   |
| Sassonia-Anhalt                  | 30,1    | 16,9 | 10,3 | 32,4  | 5,1   | 5,2   |
| Schleswig-Holstein               | 32,2    | 26,8 | 16,3 | 7,9   | 12,7  | 4,1   |
| Turingia                         | 31,2    | 17,6 | 9,8  | 28,8  | 6,0   | 6,6   |